# Legio I (Marco Antonio)
La legio I era un'unità militare romana di epoca tardo repubblicana, che sembra sia stata formata da Marco Antonio negli anni in cui il triumviro si trasferì in Oriente a fianco della regina d'Egitto, Cleopatra VII. Partecipò a qualche fase delle campagne armeno-partiche di Antonio e poi alla battaglia di Azio del 31 a.C., quando quest'ultimo fu sconfitto da Ottaviano, che rimase padrone incontrastato del mondo romano. Fu sciolta, come ci racconta lo stesso Augusto negli anni compresi tra il 30 ed il 14 a.C., quando furono mandati in congedo tra i 105.000 ed i 120.000 veterani.